# 공작야자
공작야자(孔雀椰子, 학명: Caryota urens 카리오타 우렌스[*])는 종려과의 나무이다.

## 분포
남아시아와 동남아시아에 분포한다. 말레이시아, 미얀마, 스리랑카, 인도가 원산지이다.

## 쓰임새
수액이 재거리나 트리클을 만드는 데 쓰인다. 스리랑카에서는 공작야자가 "키툴(싱할라어: කිතුල්)"이라 불리는데, 트리클인 "키툴 패니(싱할라어: කිතුල් පැණි→공작야자 꿀)"를 흔히 먹는다. 한국에서는 공작야자속 Caryota mitis종이 실내 공기정화용 관상수로 쓰인다. 생육온도는 21~25℃ 사이가 적당하며 토양 표면이 말랐을 때 충분히 물을 준다.

## 사진 갤러리

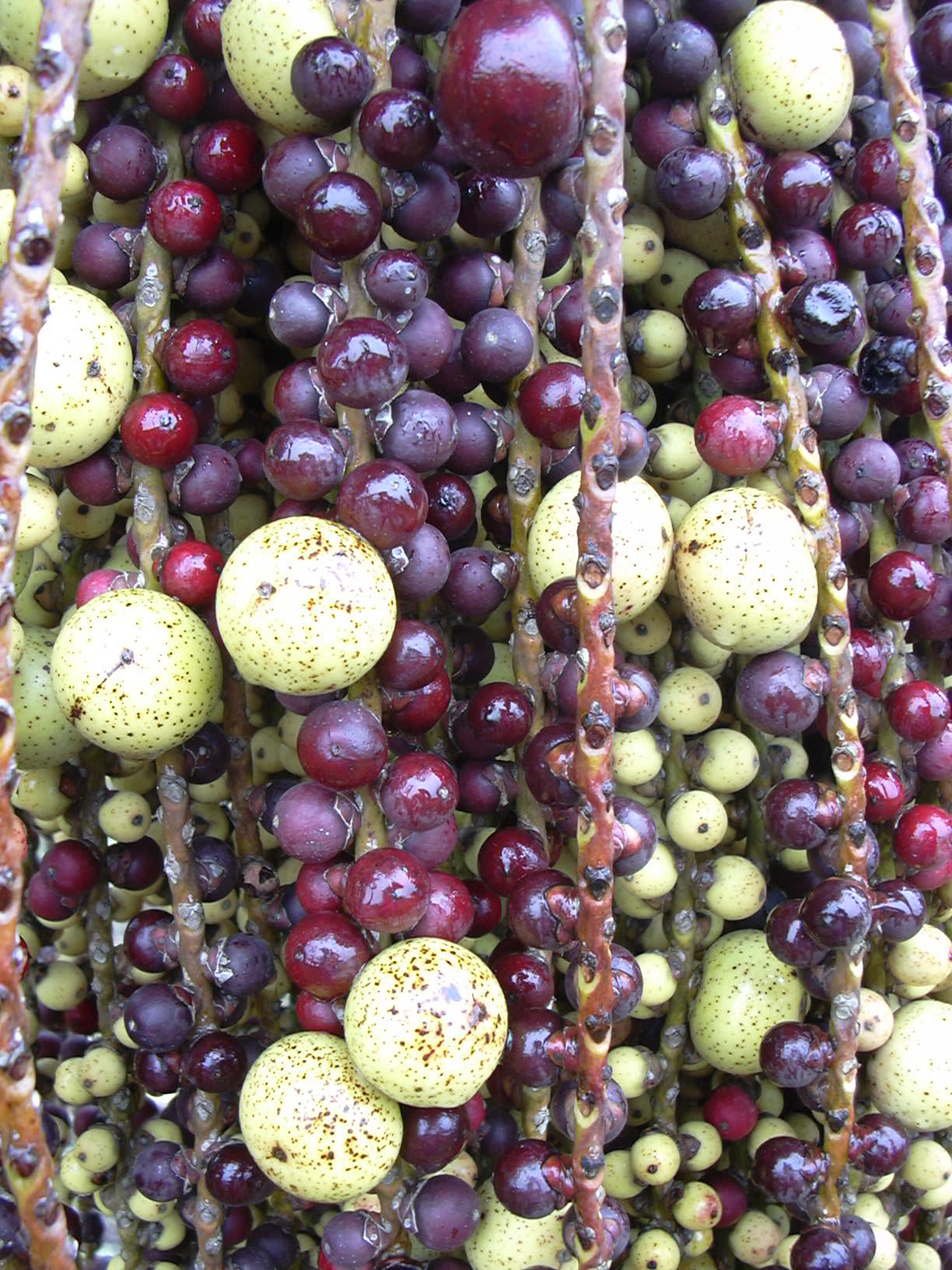
공작야자 열매
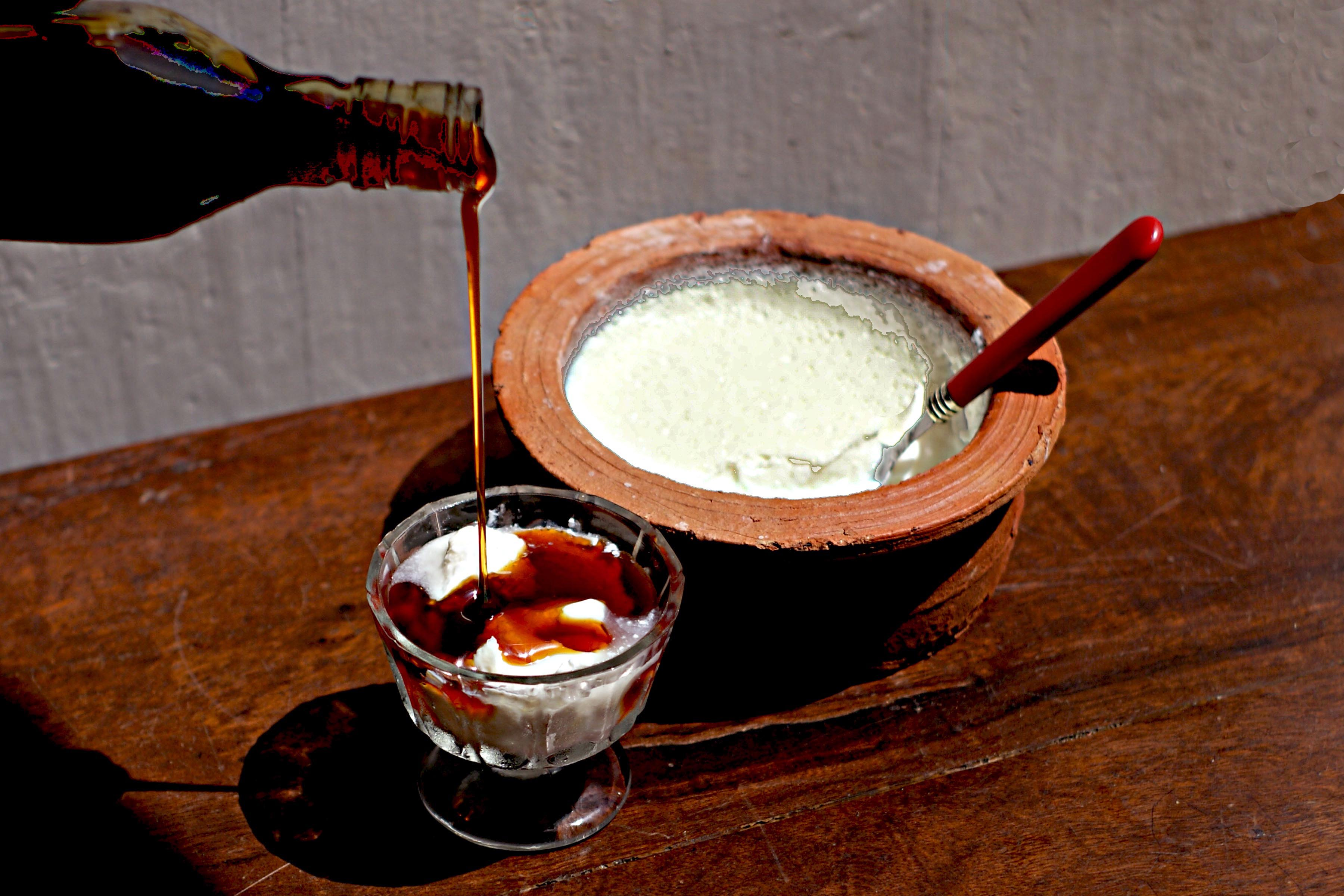
스리랑카의 물소젖 다히와 공작야자 트리클
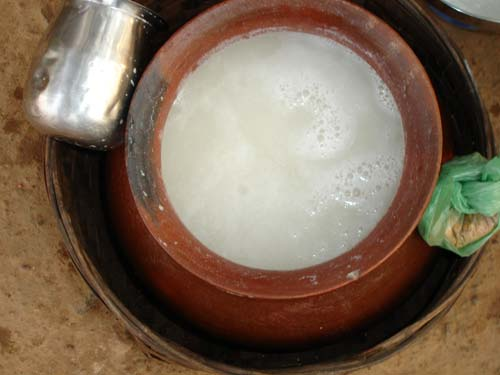
인도의 야자술
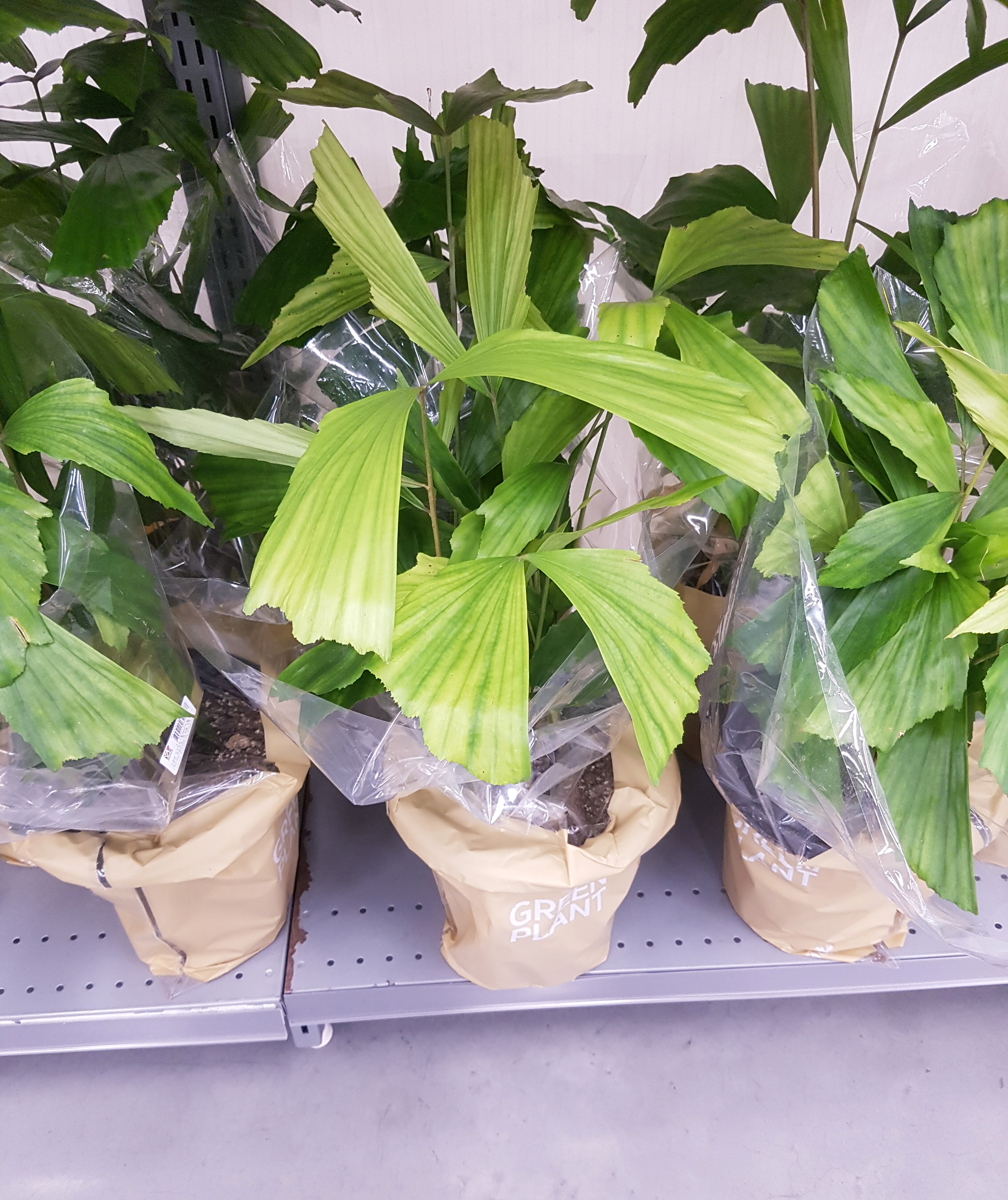
공작야자 - 실내공기정화 식물